# Salvitxada
Salvitxada [səlβi'tʃaðə] ist eine würzige Sauce aus Katalonien.
Salvitxada ähnelt Romesco und wird üblicherweise zum katalanischen Zwiebelgericht Calçots gereicht, für das Frühlingszwiebeln verwendet werden.
Für die Zubereitung von Salvitxada werden Zwiebeln, Tomaten und Knoblauch scharf auf offenem Feuer angegrillt, bis sie etwas angekohlt sind. Geschält kommen sie dann mit gehackten Mandeln, Paprikapulver, Salz, in Essig eingeweichtem Brot, sowie Petersilie und Olivenöl in den Mixer und bilden so die Grundlage für die Salsa.

## Weblink
- calcotada bei altcamp.info (spanisch), abgerufen am 30. März 2013